# Synagelides palpalis
Synagelides palpalis là một loài nhện trong họ Salticidae.
Loài này thuộc chi Synagelides. Synagelides palpalis được Marek Żabka miêu tả năm 1985.